# Feliciano Belmonte jr.
Feliciano "Sonny" Belmonte jr. (Manilla, 2 oktober 1936) is een Filipijns politicus en bestuurder. Sinds de verkiezingen van 2010 is Belmonte voorzitter van het Filipijns Huis van Afgevaardigden. Belmonte was van 2001 tot 2010 burgemeester van Quezon City, de grootste Filipijnse stad. Daarvoor was hij van 1992 tot 2001 lid van het Filipijns Huis van Afgevaardigden.

## Biografie
Belmonte is een zoon van Feliciano Belmonte sr., een voormalig rechter en zijn vrouw Luz Belmonte. Na de lagere school in Bagui City ging hij naar het San Beda College in Manilla, waar hij 1952 zijn diploma behaalde. Aansluitend studeerde hij rechten aan het Lyceum of the Philippines. Tijdens zijn studie werkte hij als politiek verslaggever voor de Manila Chronicle. Na het behalen van zijn Bachelor-diploma rechten had hij tussen 1962 en 1965 diverse functies bij de overheid en de regering. Zo werkte hij als assistent in de staf van president Diosdado Macapagal. Ook was hij speciaal assistent voor de Commissaris voor Douanezaken en speciaal assistent voor de Minister van Financiën. Vanaf 1966 werkte hij als advocaat in de commerciële sector tot hij in 1986 door de nieuwe president Corazon Aquino werd aangesteld als hoofd van diverse overheidsorganisaties en bedrijven. Hij werd president en algemeen manager van Government Service and Insurance System (GSIS), voorzitter van de National Reinsurance Corporation of the Philippines, president van The Manila Hotel Corporation, Voorzitter van de Commercial Bank of Manila en lid van de raden van bestuur van de grote toenmalige staatsbedrijven San Miguel Corporation en Philippine Long Distance Telephone Company. In 1991 werd hij bovendien benoemd tot president en CEO van Philippine Airlines.
Bij de verkiezingen van 1992 besloot Belmonte om zich verkiesbaar te stellen als afgevaardigde namens het 4e kiesdistrict van Quezon City. Hij won de verkiezingen en werd in 1995 en 1998 herkozen. Tijdens zijn periode in het Huis van Afgevaardigden kwam hij landelijk in het nieuws door zijn rol als belangrijkste aanklager in de afzettingsprocedure tegen president Joseph Estrada in 2001. Tijdens zijn laatste termijn was hij minority floor leader van het 11e Congres en op 24 januari 2001 werd Belmonte zelfs voor enkele dagen tot Voorzitter van het Huis van Afgevaardigden gekozen. Aan het einde van zijn derde en wettelijk dus laatste opeenvolgende termijn schreef hij zich in voor de verkiezing voor burgemeester van Quezon City. Hij won de verkiezingen, waarna hij in 2004 en 2007 werd herkozen. 
Na zijn laatste termijn als burgemeester werd hij bij de verkiezingen van 2010 weer gekozen als afgevaardigde namen het vierde kiesdistrict van Quezon. Tevens werd hij door zijn collega's in het Huis gekozen tot 23e voorzitter van het Huis van Afgevaardigden

## Bron
- (en)  Profiel van Sonny Belmonte, i-site.ph